# Painswick
Painswick est une petite ville anglaise située dans le district de Stroud et le comté du Gloucestershire. Le recensement de 2011 fait état de 4158 habitants.
Painswick, surnommée "The Queen of the Cotswolds" (La Reine des Cotswolds), est située au sud de Gloucester le long de l'A46 Cheltenham-Bath.
C'est une localité de la paroisse du même nom, qui inclut les villages d'Edge, Sheepscombe et Slad.
Painswick a un certain nombre de maisons qui reflètent l'époque prospère où elle était le centre d'un commerce de la laine florissant. L'église St Mary date du (XVe siècle). Le Falcon Hotel abrite le plus grand boulingrin du pays[réf. nécessaire].
Painswick a une longue tradition sportive. Elle abrite le plus ancien club de rugby à XV de village en Angleterre[réf. nécessaire]. Le cricket se joue dans le cadre du complexe sportif Broadham Fields qui est aussi un endroit où l'on peut faire du tennis sur gazon et qui abrite des clubs de hockey pour dames.

## Personnalités liées à Painswick
Le peintre Henry Hartley (1930-2011) dont la famille est originaire de Painswick (il est né au Zimbabwe où ses parents étaient expatriés) a vécu une approche contemplative très forte de l'église Ste-Mary, laquelle occupe une place importante dans son œuvre.

## Galerie

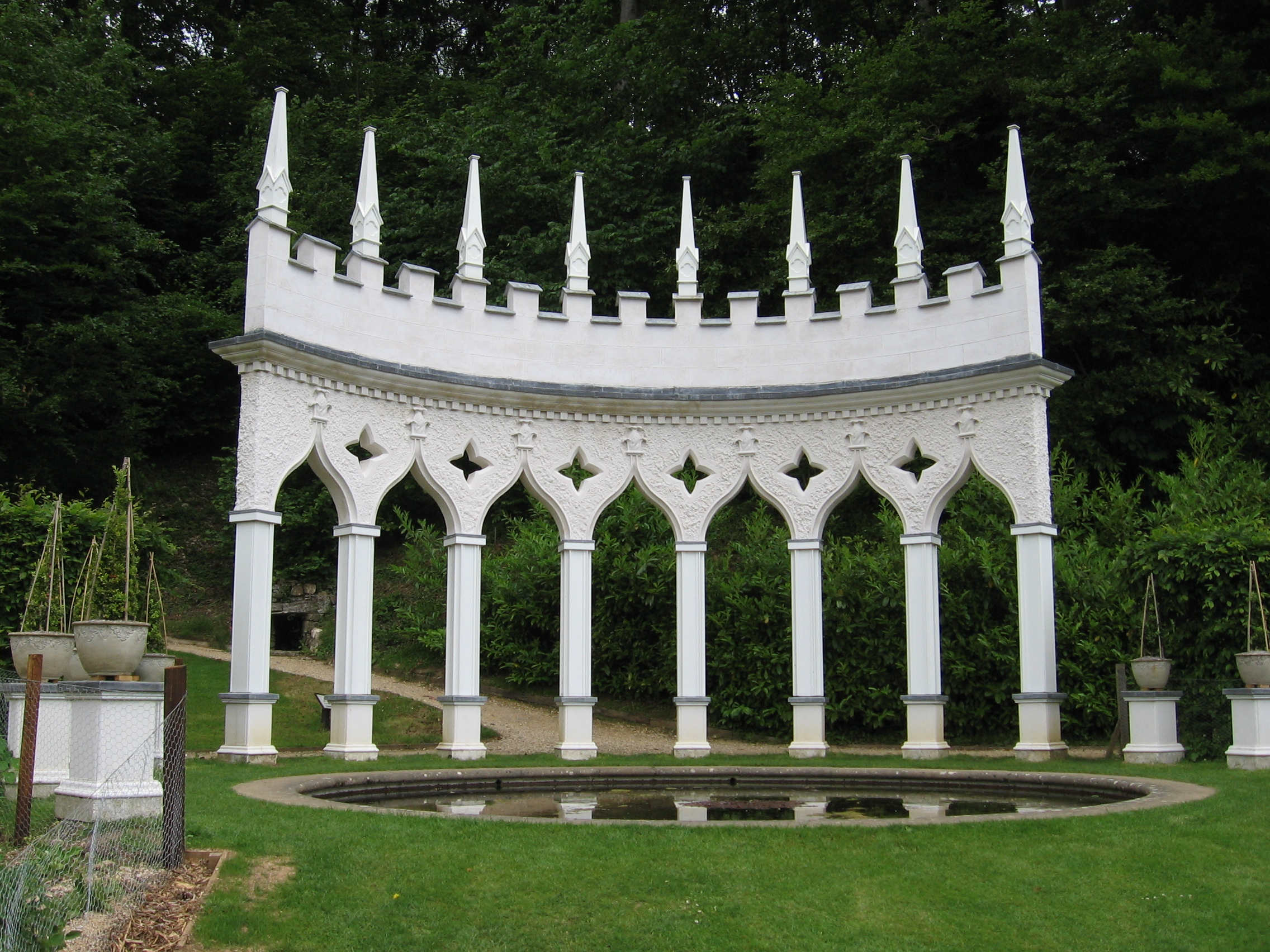
Exèdre au jardin Rococo à Painswick par Benjamin Hyett
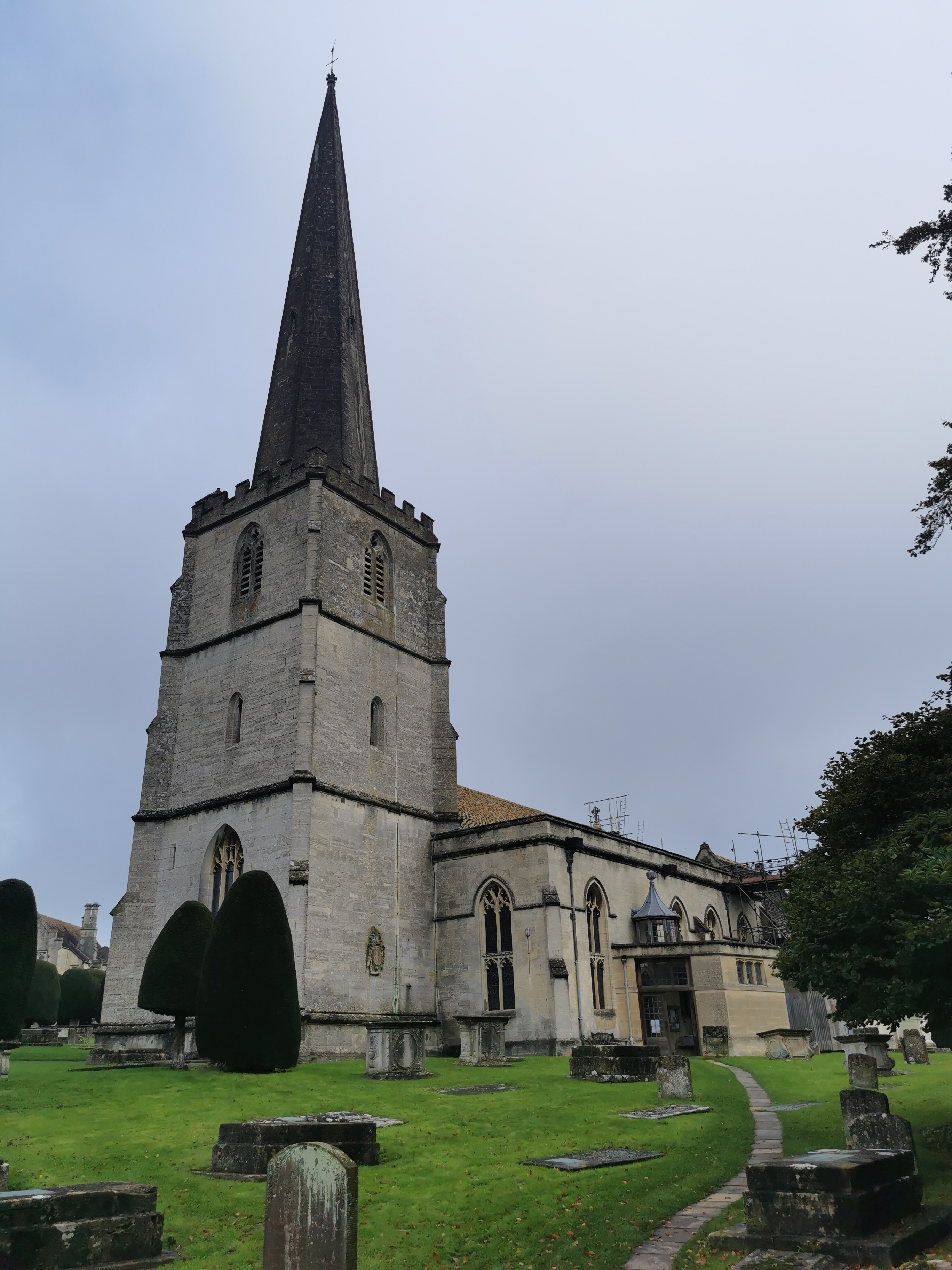
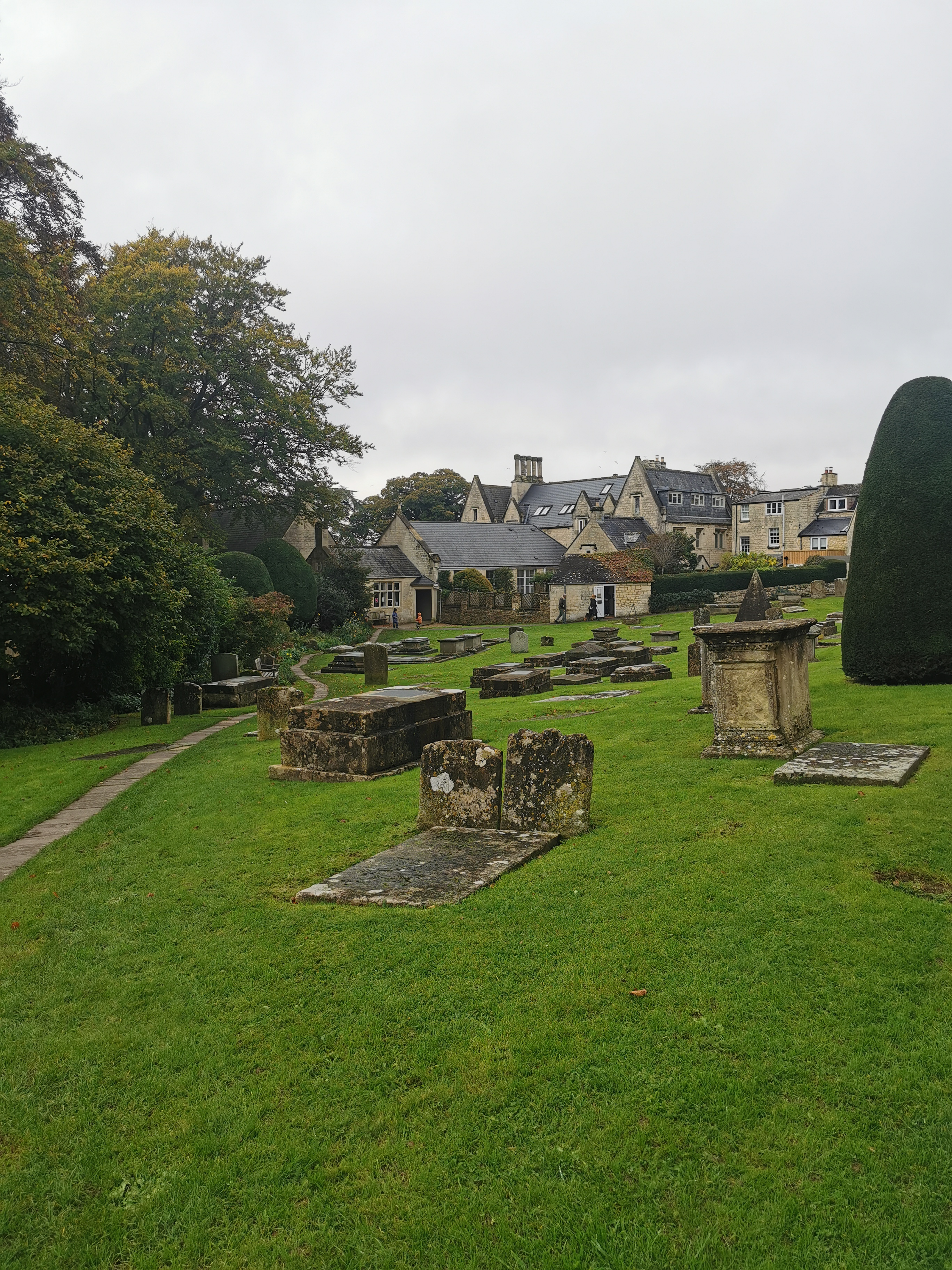